# أحمد مبارك (ممثل)
أحمد مبارك ممثل بحريني شارك في العديد من المسلسلات التلفزيونية و المسرحيات وقد العديد من الأدوار المختلفة.

## أعمالة

### المسلسلات
- 2022:حكايات ابن الحداد 2
- 2016: حزاوينا خليجية
- 2015: عيال شمسان
- 2013: لولو ومرجان
- 2013: برايحنا
- 2012: لولو مرجان
- 2011: الهاربة 2
- 2011: سماء ثانية
- 2011: شوية أمل
- 2010: بنات آدم
- 2009: سوالف طفاش
- 2008: ظل الياسمين
- 2005: صور من الحياة
- ملاذ الطير2003 - مسلسل
- أخوة الشر2003 - مسلسل
- شريك الحياة 2003 - مسلسل
- عويشه2003 - مسلسل
- مواطن طيب2001 - مسلسل
- نيران2000 - مسلسل
- تالي العمر1998 - مسلسل
- سعدون1998 - مسلسل (السكران)
- حسن ونور السنا1995 - مسلسل
- الهارب1995 - مسلسل
- ملفى الاياويد1995 - مسلسل
- فرجان لول1994 - مسلسل
- البيت العود1993 - مسلسل

### المسرحيات
- 2016: خفيف خفيف
- 2015: آه يا القهر
- 2013: عصابة خربوش
- 2012: وين ما نطقها عوية
- 2011: الزمن الجميل
- 2011: إحنا عيالها
- 2009: وناسة
- 2008: الأميرة والبطل سام
- 2006: خلك في البيت
- 2003: وياكم وياكم
- 1999: هامور عذاري
- 1991: سوق المقاصيص

### الأفلام
- 2010: حنين
- 2003: زائر

## روابط خارجية
- أحمد مبارك على موقع قاعدة بيانات الأفلام العربية